# Nucleus (Tidfall)
Nucleus è il terzo album studio del gruppo musicale norvegese Tidfall, pubblicato nel 2003.

## Tracce
1. Future Down – 4:54
2. Nucleus – 4:38
3. Neo-Torment – 5:58
4. Mercury Mesh – 4:14
5. Soil of Tomorrow – 6:20
6. Pstchotronica – 4:23
7. Zounds – 5:18
8. Exo-Skeleton – 5:06
9. Tech – 4:01

## Formazione
- Sorg - voce, basso
- Abraxas - chitarra
- Drako Arcane - chitarra
- Aftaneldr - tastiere, synth
- Zarthon - batteria, cori